# 關口太郎
關口太郎（日语：関口 太郎，1970年6月22日—），日本男性漫畫家。他的作品主要在少年漫畫和青年漫畫雜誌連載。出身於和歌山縣。血型O型。

## 人物簡介
1989年12月在講談社的旗下漫畫雜誌《Young Magazine海賊版》正式出道。從2006年至2008年連載的漫畫《帝王》以後主要接小說和電視劇的漫畫化製作。

## 作品列表

### 連載
- FISH ON, ON！（《Mister Magazine》，1997年連載，講談社）
- WILD BASEBALLERS（原作：藤澤亨，《週刊少年Magazine》2003年17號－2004年21號，講談社）
- Full Spec（《週刊少年Magazine》2005年26號－2006年9號，講談社）
- 帝王（日语：帝王 (漫画)）（原作：倉科遼，《Big Comic Spirits》2006年50號－2008年39號，小學館）
- 偉大的咻啦啦砰，原名（原作：萬城目學，Jump改（日语：ジャンプ改），集英社）。中文版由尖端出版正式授權發行。
- 脫黑 ～不再當黑社會～，原名《 ～～》（腳本：櫻井武晴，《Young Ace》2015年4月號－2016年4月號，KADOKAWA）[2]

### 短篇
全由講談社發行。
- GET SPORTS（日语：GET SPORTS） 知挫折光（協力：朝日電視台），《講談社Comics》，2010年4月16日發行 ISBN 978-4063842913－下記收錄的5篇。
  - GET SPORTS 坂本勇人物語（原作：朝日電視台、構成：伊藤滋之·宮崎遊，《週刊少年Magazine》2009年18號）[3]
  - GET SPORTS 遠藤保仁物語（原作：朝日電視台、構成：伊藤滋之·岡光德，《週刊少年Magazine》2009年27號）
  - GET SPORTS 上野由岐子物語（原作：朝日電視台、構成：伊藤滋之·長田誠，《週刊少年Magazine》2009年35號）
  - GET SPORTS 安藤美姬物語（原作：朝日電視台、構成：伊藤滋之·片山淳，《週刊少年Magazine》2009年50號）[4]
  - GET SPORTS 城島健司物語（原作：朝日電視台、構成：伊藤滋之·岡光德，《週刊少年Magazine》2010年12號）[5][6]
- GET SPORTS 田中將大物語（原作：朝日電視台、構成：伊藤滋之·加藤曉史，《週刊少年Magazine》2010年36、37合併號）[7]

## 師承
- 高橋真

## 助手
- 安田剛士
- 高岡永生
- 佐野隆

## 外部連結
- 關口太郎的X（前Twitter）（日語）